# Zduchovice
Zduchovice (en allemand : Sduchowitz) est une commune du district de Příbram, dans la région de Bohême-Centrale, en République tchèque. Sa population s'élevait à 308 habitants en 2020.

## Géographie
Zduchovice se trouve à 6 km au nord-ouest de Krásná Hora nad Vltavou, à 15,4 km à l'est-sud-est de Příbram et à 52 km au sud-sud-ouest de Prague.
La commune est limitée par Dolní Hbity au nord, par Kamýk nad Vltavou à l'est, par Krásná Hora nad Vltavou à l'est et au sud, et par Milešov au sud-ouest et par Solenice à l'ouest.

## Histoire
La première mention écrite de la localité date de 1045.

## Administration
La commune se compose de deux quartiers :
- Zduchovice
- Žebrákov

## Transports
Par la route, Zduchovice se trouve à 10 km de Krásná Hora nad Vltavou, à 16,5 km de Příbram et à 69 km de Prague.